# Прапор Кубанської народної республіки
23 лютого 1919 року Кубанської Радою разом з іншою державною символікою затверджено трисмуговий синьо-малиново-зелений державний прапор. Ширина двох його крайніх смуг дорівнювала ширині середньої смуги (кожна крайня — 1/4 ширини прапора, середня — 1/2). Є версія, що допускалося використання прапора, в якому ширина кожної крайньої смуги дорівнювала 1/3 ширини середньої (кожна крайня — 1/5 ширини прапора, середня — 3/5), або ж прапора, де всі три смуги були рівновеликими, однак офіційних даних про такі модифікації прапора немає.
Значення кольорів прапора та їх розташування не були закріплені документально. Однак існують різні неофіційні версії значень символіки кубанського прапора. За однією з них малиновий колір символізував козаків-чорноморців, нащадків запорожців, синій — козаків-лінійців, спадкоємців донців, зелений — адигів (або всіх горців-мусульман).
За іншою версією малиновий колір символізував всіх козаків Кубані, нащадків запорожців, так й донцов, синій — чужорідне (некозацьке) населення («гамселов»), зелений — адигів (або всіх горців-мусульман).
Розташування кольорів, за неофіційних даних, несло в собі символізм. За однією з версій, малинова смуга в центрі («стовбур») символізувала «центральне», державостворююче населення Кубані — козаків-чорноморців (або всіх козаків Кубані), зелена внизу («корінь») символізувала «початкове», автохтонне населення Кубані — адигів, синя зверху («гілки») символізувала «пізніше» (полярне «споконвічного») решта населення Кубані, яке формувалося на «кореневій» й «стовбуровій» основі. Все разом було єдиним цілим — «народом Кубані», утворюючим кубанську державу.
Колір й вигляд прапора Кубанської народної республіки використані у прапорі сучасного Краснодарського краю.